# Arthur Maia
Arthur Brasiliano Maia, plus connu sous le nom d'Arthur Maia, né le 13 octobre 1992 à Maceió et mort le 28 novembre 2016 à La Unión, est un footballeur brésilien. 
Il meurt le 28 novembre 2016, dans le crash du vol 2933 LaMia Airlines.

## Biographie
Arthur Maia commence sa carrière au sein du club brésilien de Vitória. Il rejoint ensuite différents clubs au Brésil sous forme de prêt : Joinville, América Natal, Flamengo, et Chapecoense. Il joue également en faveur du club japonais du Kawasaki Frontale.
Il dispute au cours de sa carrière 19 matchs en première division brésilienne (deux buts), 37 matchs en deuxième division brésilienne (trois buts), quatre matchs en première division japonaise, et deux matchs en Copa Sudamericana.